# Крючков, Дмитрий Александрович
Дмитрий Александрович Крючков (псевдоним Келейник; 1887—1938) — поэт, критик.

## Биография
Из мещан. Отец, Александр Дмитриевич, побывавший в разные годы актёром, купцом, сельским учителем, одно время сильно тяготел к религии, что, по словам Крючкова, «послужило началом» его собственных «глубоких и горячих увлечений в церковно-религиозной области». Учился в Петербургском училище святой Анны (1895—1905). Вольнослушатель юридического факультета Санкт-Петербургского университета (1905—1906); в это же время проучился один семестр в Петербургской консерватории по классу пения. Поступив на
частную службу, одновременно выступал (до 1911) на сцене и в концертах как певец. Служил в Международном банке (1916). Крючков начал писать стихи
в 1911 году. Впервые опубликовал стихотворение «Мои пути — всегда победны» (1912) и «Гимн футуристам» (1912). В январе 1913 года вошёл в «Интуитивную ассоциацию эгофутуристов», в сентябре разослал по редакциям газет стихотворение «Прелюдный хорал» («Волгарь», 1913; «Рыбинская газета», 1913) — своего рода манифест о принадлежности к направлению, ориентированный на «Пролог эгофутуризма» И. Северянина.
Выпускает два сборника стихов: «Падун немолчный» (1913) и «Цветы ледяные» (1914), в которых критики отмечают неорганичность принадлежности Крючкова к эгофутуризму: «Крючков не футуристичен, наоборот, он каноничен. В его стихах чувствуется вышколенность по правилам символистской пиитики». Сам он пояснял: «Примкнул я к футуристам из-за того, что „школа“ их дает широкий простор творческому почину, чуждается академической узости и сухости и борется за расширение словаря писателя и обогащение его как новыми словообразованиями, так и народными речениями».
В 1912—1916 годах стихи и статьи Крючкова печатались в альманахах футуристов, журналах «Огонёк», «Вершины», «Любовь к трем апельсинам», «Лукоморье», «Отечество». Крючков был членом Религиозно-философского общества. В 1916 году ездил на фронт. С 1919 года работал в издательстве
«Всемирная литература», переводил И. В. Гёте, Э. Т. А. Гофмана, О. Шпенглера, Г. Мейринка. В 1923 году печатался в «Жизни искусства» (стихи) и «Западного Передвижного театра» (статья «О правах на фантазию и фантазёрство»).
В декабре 1923 года был арестован петроградским ГПУ (согласно обвинению, «являлся организатором и руководителем католических общин Ленинграда»); приговор (10 лет заключения) отбывал в Сиблаге. Освободившись в январе 1933 года, поселился в Ярославле. Снова арестован в августе 1937 года; расстрелян.
Другие произведения. Статьи в альманахах «Очарованный странник»: «„Бесы“ Ф. М. Достоевского и „бесы“ М. Горького» (1913), «Церковь в листве. (Франсис Жамм)» (1913), «Истина или словесность?» (1914), «Лимонадная симфония» (1914); «Вечное слово»: «Революция и поэзия» (1918).